# Zubin Varla
Zubin Varla (1970) è un attore e cantante inglese, attivo in campo teatrale e televisivo.

## Biografia
Dopo essersi laureato alla Guildhall School of Music and Drama nel 1992 ha debuttato al Barbican Centre nel musical di Stephen Sondheim Do I Hear a Waltz? con Jill Martin, un teatro in cui recitò nuovamente l'anno successivo nel musical di Rodgers & Hammerstein Allegro. Nel 1995 si unì alla Royal Shakespeare Company, con cui recitò a Stratford e Londra nei ruoli di Romeo in Romeo e Giulietta ed Euforione ne La tragica storia del dottor Faustus nella stagione 1995-1996. Tornò a recitare con la RSC in altre occasioni nel corso degli anni ricoprendo, tra i vari, anche i ruoli di Calibano ne La tempesta (2000), Bruto in Giulio Cesare (2004), Turio ne I due gentiluomini di Verona (2005) e Tersite in Troilo e Cressida (2012).
Ottenne il primo successo nel mondo del musical nel 1996, con il revival londinese di Jesus Christ Superstar in scena al Lyceum Theatre nel ruolo del protagonista/antagonista Giuda Iscariota. La carriera nel teatro musicale proseguì nel 2001 quando interpretò Frederick nel tour danese del musical Chess, un ruolo che incise anche nell'unica incisione integrale della partitura. Nel 2004 ha interpretato il principe Cristiano in Cyrano de Bergerac, diretto da Nicholas Hytner per il Royal National Theatre. Nel 2009 ha recitato nel ruolo di Feste accanto al Malvolio di Derek Jacobi nella Dodicesima Notte in scena alla Donmar Warehouse di Londra; nel 2018 torna a recitare in un musical con la prima produzione londinese di Fun Home al Young Vic, per cui viene candidato al Laurence Olivier Award al miglior attore in un musical. L'anno successivo torna al teatro di prosa con la tournée britannica del dramma di Peter Shaffer Equus. Nel 2023 vince il Laurence Olivier Award al miglior attore non protagonista in un musical per il musical di Elton John Tammy Faye all'Almeida Theatre. L'anno seguente viene nuovamente candidato all'Olivier Award per A Little Life, questa volta come miglior attore non protagonista.

## Filmografia parziale

### Televisione
- Giacobbe - film TV (1994)
- Metropolitan Police - serie TV, 1 episodio (2000)
- Dalziel and Pascoe - serie TV, 1 episodio (2003)
- Spooks - serie TV, 1 episodio (2004)
- Testimoni silenziosi - serie TV, 2 episodi (2006)
- Hustle - I signori della truffa - serie TV, 1 episodio (2010)
- Holby City - serie TV, 8 episodi (2012-2021)
- Strike Back - serie TV, 10 episodi (2013)
- Deep State - serie TV, 6 episodi (2018-2019)
- Andor - serie TV, 4 episodi (2022)

## Doppiatori italiani
In italiano Zubin Varla è stato doppiato da:
- Marco Mete in Strike Back
- Simone D'Andrea in Deep State